# Xenimpia conformis
Xenimpia conformis là một loài bướm đêm trong họ Geometridae.